# Clara von Ruckteschell-Truëb

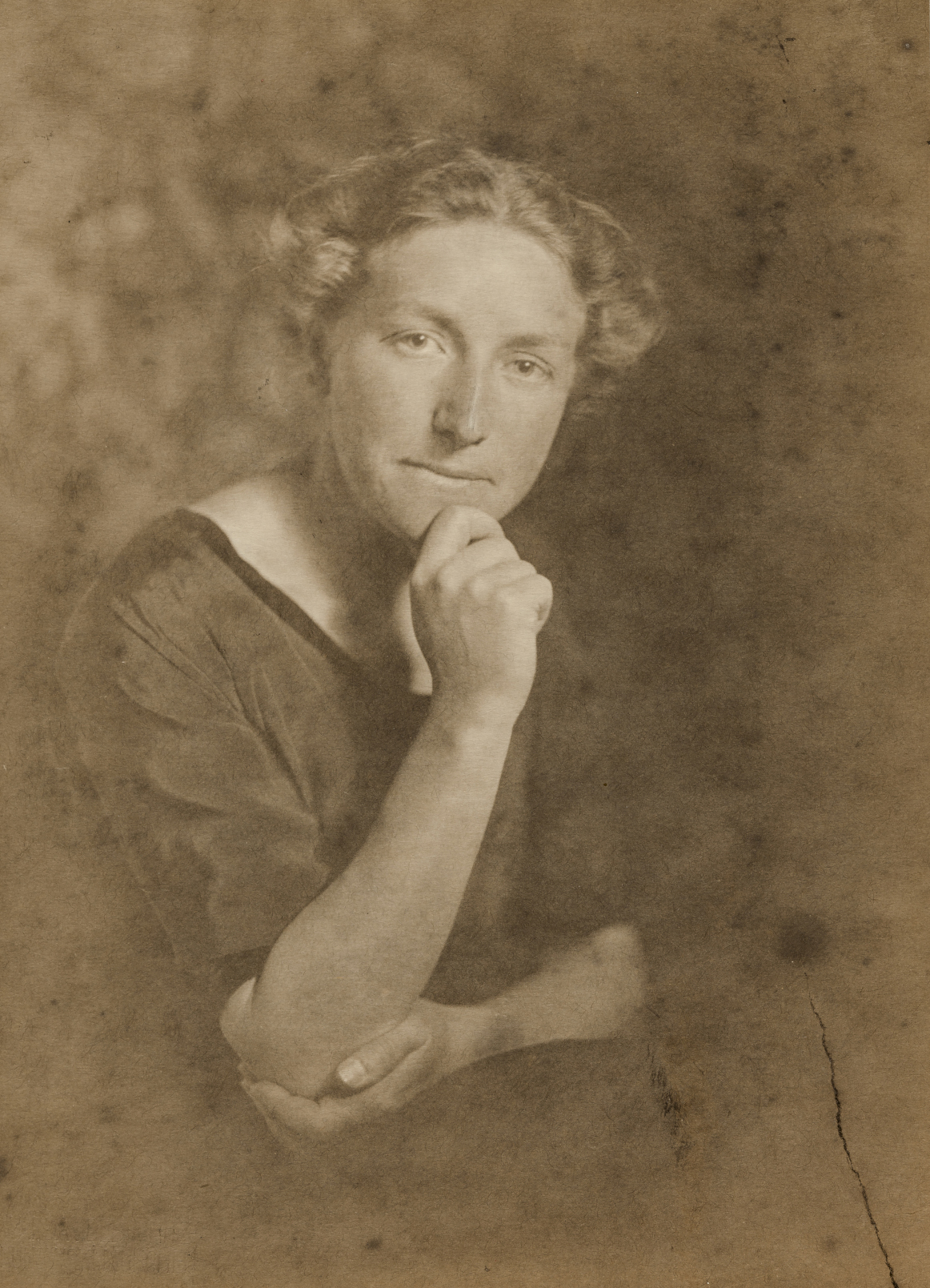
Clara von Ruckteschell-Truëb aufgenommen von Wanda von Debschitz-Kunowski (ca. 1910)

Clara von Ruckteschell-Truëb, geboren als Clara Truëb, auch Clary von Ruckteschell-Truëb genannt, (* 7. Januar 1882 in Basel; † 24. November 1969 in Geisenbrunn) war eine Schweizer Kunsthandwerkerin und Bildhauerin. Sie war verheiratet mit Walter von Ruckteschell mit dem ihr 1914 als erster Frau nachweislich der Aufstieg auf den Kilimandscharo gelang.

## Lebenslauf
Clara Truëb wurde in Basel geboren. Zusammen mit ihrer Schwester Margret kam sie 1904 nach München. Sie studierte an der Münchner Debschitz-Schule und arbeitete als Keramikerin und Bildhauerin. 1907 bis 1911 leitete sie die dort neu gegründete keramische Werkstatt. Ab 1910 entstehen auch Entwürfe für die Keramischen Werkstätten München-Herrsching.
An der Debschitz-Schule lernte sie auch ihren Mann Walter von Ruckteschell kennen, das Paar heiratete 1911.
Im November 1913 reiste das Ehepaar mit dem Schweizer Maler Carl von Salis, einem Studienfreund der Ruckteschells aus München, in die deutsche Kolonie Deutsch-Ostafrika. Das Paar hatte ein Atelier in Moshi. Zusammen mit Salis bestieg das Ehepaar Ruckteschell am 13. Februar 1914 den Kibo-Gipfel des Kilimandscharo. Dies war erst die 4. Gipfelbesteigung des Kibo. Ruckteschell und Salis erreichten den Gipfel des Kibo an der damaligen Kaiser-Wilhelm-Spitze. Clara von Ruckteschell-Truëb erreichte den Kraterrand am heutigen Gillmans Point und war damit die erste Frau, die den Kilimandscharo erfolgreich bestieg.
Zu Beginn des Ersten Weltkriegs meldete sich ihr Mann freiwillig zur Schutztruppe für Deutsch-Ostafrika und nahm an den Kämpfen in der Kolonie bis 1918 teil. Am Ende des Krieges kehrte das Paar nach Deutschland zurück.
Anfang der 1920er Jahre errichtete sich das Ehepaar Ruckteschell im Dachauer Stadtteil Oberaugustenfeld ein Wohnhaus in der Münchner Straße, in welchem sie künstlerisch als Maler, Bildhauer sowie mit Holz- und Keramikarbeiten tätig waren. Sie waren mit dem Ethnologen Leo Frobenius befreundet, der 1924 auf einer Feier im Hause von Ruckteschell seinen späteren Assistenten Hans Rhotert kennenlernte, und mit dem Bildhauer Fritz Behn.
In der Zeit des Nationalsozialismus war Clara von Ruckteschell-Truëb Mitglied der Reichskammer der bildenden Künste.
Nach dem Tod ihres Mannes am 27. Juli 1941 und ihres Sohnes Roland am 9. Juni 1942 – beide fielen als Soldaten im Zweiten Weltkrieg – lebte Clara von Ruckteschell-Truëb mehrere Jahre lang in völliger Einsamkeit im Dorf Carona bei Lugano in der Schweiz. Später war sie wieder in der Dachauer Künstlervereinigung aktiv.
Am 24. November 1969 starb sie im Hause ihrer Tochter Ruth in Geisenbrunn bei München.
Die Villa Ruckteschell ging in den Besitz der Stadt Dachau über und wurde mit Hilfe des Vereins Brücke Dachau e.V. von 2005 bis 2011 renoviert und modernisiert, so dass die Stadt seither dort zwei Wohnungen für ein Künstler- und Musikerwohnstipendium anbieten kann.

## Werk
Nach von Ruckteschell-Truëbs Entwürfen entstand in Herrsching in Gießtechnik und Handmalerei gefertigte Feinsteinzeugarbeiten, die zu den innovativsten in Deutschland vor dem Ersten Weltkrieg entstandenen Werken in dieser Technik zählen. In den Jahren in Afrika schuf die Künstlerin vor allem Plastiken nach Modellen der Ureinwohner. In der Keramikwerkstatt in Dachau fertigte von Ruckteschell-Truëb dann schlichte Vasen, Kannen und Gebrauchsgeschirr, zum Teil mit Reliefauflagen. Seit den 1950er Jahren kommen asymmetrisch verformte und geschnittene Gefässobjekte hinzu, die weiterhin funktional sind.
Von Ruckteschell-Truëb war Mitglied in der von ihrem Mann 1927 gegründeten Künstlervereinigung Dachau. 1938 war sie auf der Großen Deutschen Kunstausstellung in München vertreten und stellte dort eine goldene Plakette „General Ritter von Epp“ aus.

## Sammlungen
- Keramik-Museum Berlin
- Die Neue Sammlung, München
- Germanisches Nationalmuseum, Nürnberg